# Zbigniew Pinkiewicz
Zbigniew Pinkiewicz (ur. 22 grudnia 1933) – polski brydżysta, arcymistrz, sędzia regionalny, trener II klasy, odznaczony złotą odznaką PZBS zawodnik drużyny Gdańskie Towarzystwo Brydżowe.

## Wyniki brydżowe

### Zawody krajowe
W rozgrywkach krajowych zdobywał następujące lokaty:
| Mistrzostwa Polski Par | Mistrzostwa Polski Par | Mistrzostwa Polski Par | Mistrzostwa Polski Par |
| Rok                    | Kategoria              | Partner                | Pozycja                |
| ---------------------- | ---------------------- | ---------------------- | ---------------------- |
| 1992                   | Seniorzy               | Antoni Sękowski        | 1                      |

### Zawody światowe
W światowych zawodach zdobył następujące lokaty:
| Mistrzostwa Świata. Konkurencja teamów | Mistrzostwa Świata. Konkurencja teamów | Mistrzostwa Świata. Konkurencja teamów | Mistrzostwa Świata. Konkurencja teamów | Mistrzostwa Świata. Konkurencja teamów | Mistrzostwa Świata. Konkurencja teamów |
| Rok                                    | Miejsce                                | Zawody                                 | Kategoria                              | Drużyna                                | Pozycja                                |
| -------------------------------------- | -------------------------------------- | -------------------------------------- | -------------------------------------- | -------------------------------------- | -------------------------------------- |
| 1994                                   | Albuquerque                            | 9. Mistrzostwa Świata                  | Seniorzy                               | Pochroń                                | 8                                      |

| Mistrzostwa Świata. Konkurencja par | Mistrzostwa Świata. Konkurencja par | Mistrzostwa Świata. Konkurencja par | Mistrzostwa Świata. Konkurencja par | Mistrzostwa Świata. Konkurencja par | Mistrzostwa Świata. Konkurencja par |
| Rok                                 | Miejsce                             | Zawody                              | Kategoria                           | Partner                             | Pozycja                             |
| ----------------------------------- | ----------------------------------- | ----------------------------------- | ----------------------------------- | ----------------------------------- | ----------------------------------- |
| 1994                                | Albuquerque                         | 9. Mistrzostwa Świata               | Seniorzy                            | Antoni Sękowski                     | 19                                  |

### Zawody europejskie
W europejskich zawodach zdobył następujące lokaty:
| Zawody europejskie. Konkurencja teamów | Zawody europejskie. Konkurencja teamów | Zawody europejskie. Konkurencja teamów | Zawody europejskie. Konkurencja teamów | Zawody europejskie. Konkurencja teamów | Zawody europejskie. Konkurencja teamów |
| Rok                                    | Miejsce                                | Zawody                                 | Kategoria                              | Drużyna                                | Pozycja                                |
| -------------------------------------- | -------------------------------------- | -------------------------------------- | -------------------------------------- | -------------------------------------- | -------------------------------------- |
| 1999                                   | Malta                                  | 44. Mistrzostwa Europy Teamów          | Seniorzy                               | Poland 3                               | 10                                     |

| Zawody europejskie. Konkurencja par | Zawody europejskie. Konkurencja par | Zawody europejskie. Konkurencja par | Zawody europejskie. Konkurencja par | Zawody europejskie. Konkurencja par | Zawody europejskie. Konkurencja par |
| Rok                                 | Miejsce                             | Zawody                              | Kategoria                           | Partner                             | Pozycja                             |
| ----------------------------------- | ----------------------------------- | ----------------------------------- | ----------------------------------- | ----------------------------------- | ----------------------------------- |
| 1999                                | Warszawa                            | 10. Mistrzostwa Europy Par          | Seniorzy                            | Antoni Sękowski                     | 2                                   |